# オキーチョビー・ハリケーン
オキーチョビー・ハリケーン（英: 1928 Okeechobee hurricane、西: San Felipe Segundo Hurricane）は、1928年9月にプエルトリコから アメリカ合衆国東海岸を襲った大型のハリケーンである。プエルトリコの歴史では最大級の熱帯低気圧となった。1928年の熱帯低気圧では4番目、ハリケーンとされたものでは3番目であり、この年随一の大型ハリケーンだった。9月6日にアフリカの西海岸沖で発生した熱帯低気圧だったが、その日のうちに熱帯性暴風に発達し、カーボベルデ諸島の南を通過した。その後の勢力拡大は緩りであり、9月7日まで停止していた。その約48時間後、新たに拡大を始め、シンプソン・スケールでカテゴリー1になった。さらに西に動き、カテゴリー4になった後で9月12日にグアドループに達した。そこでは「大破壊」を行い、1,200人の命を奪った。小アンティル諸島のマルティニーク、モントセラト、ネイビス島でも損害を出し、死者を出したと報じられたが、グアドループほどではなかった。
9月13日正午頃、ハリケーンはカテゴリー5に発達し、風速は160マイル/時 (71 m/s) を維持して最大期になった。その6時間後にプエルトリコに上陸した。これは今でもカテゴリー5のままプエルトリコを襲った唯一のハリケーンとなっている。暴風のために大きな被害が出た。島全体で24,728戸の家屋が破壊され、192,444戸が損傷を受けた。50万人以上が家を失った。豪雨も植生や農業に大きな被害を与えた。プエルトリコだけで、312人が死に、被害総額は約5,000万ドルに上った。ハリケーンは島を縦断して大西洋に出たときに、やや勢力を落としてカテゴリー4だった。9月16日にはバハマ諸島を通り過ぎた。バハマではハリケーンに対する備えがあったので、被害は抑えられたが、死者18人が報告された。
9月17日早朝、ハリケーンはフロリダ州ウェストパームビーチ近くに上陸した。この時の風速は145マイル/時 (64 m/s) だった。ウェストパームビーチ市内では1,711戸以上の家屋が破壊された。パームビーチ郡の他の部分ではオキーチョビー湖周辺の被害が激しかった。ハリケーンが原因で起きた高潮が湖の南縁を乗り越え、数百平方マイルの地域を水深20フィート (6.1 m) の水が覆った。ベルグレード、キャナルポイント、チョーズン、パホキー、サウスベイの各市で多くの家屋や建物が流された。少なくとも2,500人が溺死し、被害総額は2,500万ドルに上った。ハリケーンはフロリダ半島を横切るときに勢力をかなり弱め、9月17日遅くにはカテゴリー1に落ちた。その後は北北東に向きを変え、9月18日には短時間大西洋上に出たが、間もなくサウスカロライナ州エディストアイランド近くで上陸した。風速は85マイル/時 (38 m/s) まで落ちていた。翌9月19日早朝、勢力を弱めて熱帯低気圧になり、数時間後のノースカロライナ州上空では温帯低気圧に変わった。このハリケーンでの被害総額は1億ドル、死者は少なくとも4,079人となった。

## ハリケーンの発生から消滅まで
1929年9月6日、アフリカ西海岸セネガルの首都ダカールに近い沖合で、船舶が熱帯低気圧の発生を報告した。翌日、風速60マイル/時 (27 m/s) が報告され、これに基づき、大西洋ハリケーン再分析プロジェクトは9月6日遅くに熱帯低気圧の状態だったと推計した。しかし、数日間観察が無かったために低気圧の強度を時間を追って評価することができないでいる間に、低気圧は大西洋を横切ってほぼ西に移動していた。9月10日、S.S.コマック号がグアドループの東約900マイル (1450 km) で初めて嵐を観測し、これが船の無線を通じて受け取ったこの低気圧の最も東の位置に関する報告だった。その日遅く他にも2隻の船が嵐の強度を確認し、ハリケーン研究部が9月10日18時 (UTC) に、この低気圧がハリケーンに成長したと推計した。
嵐が小アンティル諸島に近づくにつれて勢力を増し続けた。9月12日17時半から18時半の間に、ハリケーンの目はグアドループの頭上を通過し、気圧は940 hPa を記録し、最大風速は140マイル/時 (67 m/s)、シンプソン・スケールでカテゴリー4になったことを示唆していた。ハリケーンは引き続き西北西に動き、ヴァージン諸島のセント・クロイ島の南10マイル (16 km) を通過した後、プエルトリコに接近した。9月13日、直径15マイル (25 km)  のハリケーンの目が、プエルトリコ島の南東グアヤマ近くから上陸し、北西のアグアディラとイサベラの間で出て行くまで8時間で縦断した。プエルトリコ南部海岸近くにいた船舶は、気圧931 hPa を報告し、サンフアン市にあったカップ式風速計は最大風速160マイル/時 (71 m/s) を記録した後に壊れた。その観測点がハリケーン中心の北30マイル (50 km) にあったので、上陸点近くでの風速は200マイル/時 (89 m/s) にもなったと非公式だが推計されている。これが正しければ、このハリケーンはカテゴリー5の状態でプエルトリコに上陸したことになるが、その大きさが大きく、速度が緩りだったために、ピーク時勢力については不確かなところがある。
ハリケーンはプエルトリコを通過して大西洋に出た後、イサベラで計測した気圧 941 hPa から、風速は約140マイル/時 (62 m/s) まで落ちていた。ハリケーンはイスパニョーラ島（ハイチとドミニカ共和国がある島）の北岸を掠め、西北西に動きながら、再び勢力を強めた。9月15日、タークス・カイコス諸島のグランドタークから35マイル (55 km) 以内を過ぎ、この時までに風速は155マイル/時 (69 m/s) まで戻っていた。さらにカテゴリー4のままバハマ諸島を過ぎ、9月16日10時 (UTC) にナッソー近くを通った。当初、アメリカ国立気象局のリチャード・グレイは、この嵐が南フロリダ地域を躱すものと楽観していた。しかし、9月17日0時 (UTC)、このハリケーンはフロリダ半島南東部のウェストパームビーチ近くに上陸した。この時の推計風速は145マイル/時 (64 m/s) だった。これはウェストパームビーチ市内の気圧計の読み 929 hPa に基づくものであり、当時アメリカ合衆国で記録された最低気圧の記録となった。それまでの最低記録は1926年のマイアミ・ハリケーンで記録された 935 hPa だった。キャナルポイントでの最大風速は160マイル/時 (71 m/s) 近くと推計された。
ハリケーンが内陸を進んでオキーチョビー湖の上を通過すると急速に勢力を落としたが、その大きさが大きかったので、その後の数日間もハリケーンの状態を維持した。9月17日遅く、ハリケーンは北東に向きを変え、翌朝早くにはジャクソンビル近くを通過した。この時点で風速は75マイル/時 (33 m/s) だった。9月18日8時 (UTC)、ハリケーンは再び海洋上に出た。その日遅く、海上で勢力をやや回復し、19時 (UTC)、サウスカロライナ州エディストアイランド近くで、アメリカ本土2回目の上陸をした。風速は85マイル/時 (38 m/s) だった。ハリケーンは北東に速度を上げ、急速に衰えて、ノースカロライナ州上空で熱帯低気圧に変わった。9月19日、さらに温帯低気圧に変わったが、やや勢力を回復してハリケーンに近い状態になった。その後は北北西に転じ、速度を上げてアメリカ合衆国東海岸を進んだ。9月21日、この低気圧はカナダのオンタリオ州上空で消滅し、他の擾乱と合流した。
| 順位 | ハリケーン                  | 年     | 中心気圧 (hPa) |
| ---- | --------------------------- | ------ | -------------- |
| 1    | ウィルマ（Wilma）           | 2005年 | 882            |
| 2    | ギルバート（Gilbert）       | 1988年 | 888            |
| 3    | レイバー・デー（Labor Day） | 1935年 | 892            |
| 4    | リタ（Rita）                | 2005年 | 895            |
| 5    | アレン（Allen）             | 1980年 | 899            |
| 6    | カミーユ（Camille）         | 1969年 | 900            |
| 7    | カトリーナ（Katrina）       | 2005年 | 902            |
| 8    | ミッチ（Mitch）             | 1998年 | 905            |
| 8    | ディーン（Dean）            | 2007年 | 905            |
| 10   | マリア（Maria）             | 2017年 | 908            |

## 影響

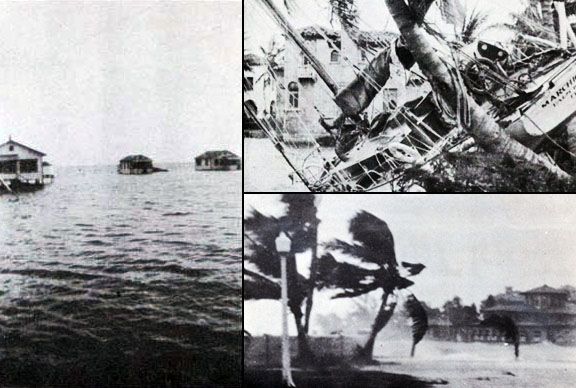
ハリケーン被害の状況

| オキーチョビー・ハリケーンによる地域ごとの死者数 | オキーチョビー・ハリケーンによる地域ごとの死者数 | オキーチョビー・ハリケーンによる地域ごとの死者数 | オキーチョビー・ハリケーンによる地域ごとの死者数 |
| 地域                                             | 死者数                                           | 小区分                                           | 死者数                                           |
| ------------------------------------------------ | ------------------------------------------------ | ------------------------------------------------ | ------------------------------------------------ |
| カリブ海 とバハマ諸島                            | 1,575                                            | マルティニーク                                   | 3                                                |
| カリブ海 とバハマ諸島                            | 1,575                                            | グアドループ                                     | 1,200                                            |
| カリブ海 とバハマ諸島                            | 1,575                                            | モントセラト                                     | 42                                               |
| カリブ海 とバハマ諸島                            | 1,575                                            | ネイビス島                                       | 3                                                |
| カリブ海 とバハマ諸島                            | 1,575                                            | プエルトリコ                                     | 312                                              |
| カリブ海 とバハマ諸島                            | 1,575                                            | バハマ                                           | 19                                               |
| アメリカ合衆国                                   | 2,500+                                           | フロリダ州                                       | 2,500+                                           |
| 合計                                             | 合計                                             | 合計                                             | 4,079+                                           |

### リーワード諸島
ハリケーンはカリブ海のリーワード諸島に直接向かいながら勢力を強めた。ドミニカ国がある島で、風速は24マイル/時 (11 m/s) になっていた。損害の報告は無かった。マルティニークでは、かなり南を通過したものの、3人の死者が出た。グアドループは明らかに警告がほとんど無いままに直撃を受け、死者1,200人を出した。パリを経由して出された被害報告は「島の大々的な破壊」となっていた。バナナの木の85ないし95%が破壊され、作物樹木の70ないし80%が甚大な被害を受けた。サトウキビ畑も40%が潰れた。
モントセラトはハリケーン中心のすぐ北であり、前もって警報が出されていたが、それでも被害総額は15万ポンド、死者42人を出した。プリマスとセイラムの町が破壊され、農作物も破壊されたので、救援が届くまで飢餓に近い状態になった。ハリケーンはセントクリストファー島とセント・クロイ島の南を通過し、そこでは資産や作物に大きな被害が出たが、死者は報告されていない。ネイビス島では3人の死者が出た。

### プエルトリコ

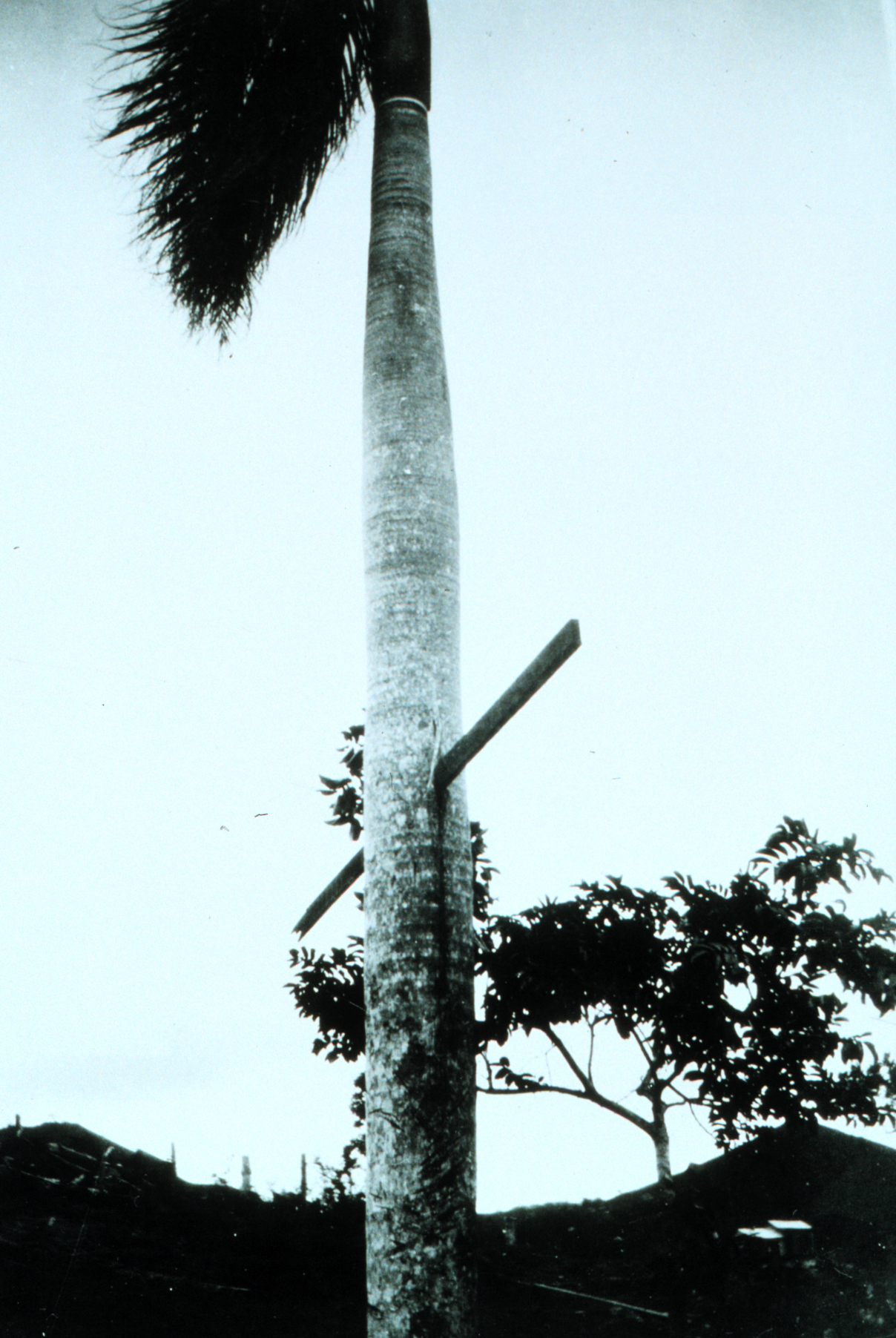
ハリケーンの風でこの長さ10フィート (3 m) ある2バイ4の木材がヤシの木を突通した、プエルトリコ

ハリケーンがドミニカ近くを通過しているときに、プエルトリコのサンフアンの気象予報局が、1日ないし2日の内にプエルトリコを襲う可能性の強いハリケーンの脅威について警報を発した。注意書が電報で75の警察地区に送られ、海軍のラジオ局からは2時間おきに報道がなされた。これはラジオがハリケーンの警報を流した初めのこととなった。警報は島の南岸にある12の港にも流され、船舶は島を避けるか、あるいは港に留まる道を選んだ。退避状況の効果は死者312人という「比較的」小さい数字に表れており、プエルトリコと周辺の海域で失われた船舶は無かった。これに比較して、勢力の弱かった1899年のサンシリアコ・ハリケーンでは約3,000人の命が失われていた。
サンフアンの国立気象予報局に拠れば、「プエルトリコの歴史の中でこれまでの最大かつ最強であり、記録的な破壊力がある」とされていた。ハリケーンが進むに従って、その目はグアヤマ、カイエイ、アイボニートと進み、目の中に入ると静寂の時間が20分はあった。プエルトリコの島は、ハリケーンがカテゴリー5の強度で縦断した時に最悪の暴風を受けた。ハリケーンはプエルトリコを通る時に特に巨大だった。ハリケーンの風はグアヤマで18時間観測された。ハリケーンの移動速度は時速13マイル (21 km/h) だったので、その直径はおおよそ234マイル (376 km) だったと推計されている。
このハリケーンは「第2サンフェリペ・ハリケーン」と名付けられた。その目が上陸したのは、キリスト教の聖フィリポの祭日だったのでこの名が付いた。それ以前の1876年の同じ日にプエルトリコを襲ったハリケーンもサンフェリペ・ハリケーンと名付けられていたので、「第2」が付けられた。1492年にヨーロッパ人がアメリカ大陸に到着して以来、全ての嵐とハリケーンは、プエルトリコを襲った日にちなむ聖人の名前が付けられた。1953年、アメリカ合衆国がハリケーンに女性名を付けることを始め、1978年からは両性の名前が使われるようになった。ハリケーンの名前を聖人にちなんで名付けるのを公式にやめたのは1960年になってからだった。
9月13日から14日に降雨が記録され、プエルトリコでのハリケーンに伴う48時間雨量としては最大記録となっている。コーディレラ・セントラルのアジャンタスやシエラ・デ・ルキリョのように雨がよく降る地域では、25インチ (640 mm)、アジャンタスでは29.60インチ (752 mm) の記録となった。プエルタ・デ・ティエラに置かれていた風速計は、9月13日11時44分に、そのカップの1つが飛んでしまった。この時の最大風速は150マイル/時 (67 m/s) であり、それが5分間継続した。それ以前に同じ風速計で160マイル/時 (71 m/s) を1分間記録したことがあった。この数字はハリケーンの目から30マイル (50 km) で計測されたものなので、目の近くでは200マイル/時 (89 m/s) の風が吹いたと推計される。
島全体で破壊がおこり、目が通過した町はほとんど吹き飛ばされた。風と雨による島の建造物に対する被害は惨憺たるものだった。島の北東部がカテゴリー3以上の風を受け、ハリケーン強度の風が18時間継続して吹いていた。公式記録では、「数十万人が家を失い、資産の被害総額は5,000万ドルに上った」としていた。
島にある建造物で無傷のものは無かった。建造費が数百万ドルにもなる砂糖工場（セントラレス）の幾つかが瓦礫に変わった。報告書では全壊家屋24,728戸、部分損壊家屋192,444戸となっていた。サトウキビ畑の大半が水没し、年間の収穫ができなくなった。コーヒーの木の半分と、それを覆うシェードツリーの半分が破壊され、コーヒーがほとんど収穫できなくなった。何故ならば、コーヒーの栽培にはシェイドツリーが成長する必要があるからであり、その後、回復するまで数年間を要した。また、タバコ農園も大きな損失を被った。このハリケーンの後、プエルトリコはコーヒーの主要輸出者としての地位を取り戻すことは無かった。
倒木、地滑り、橋の損傷のために通信も障害を受けた。学校の校舎は770棟が全壊または損壊となった。当時の推計によれば、個人の損失を除いて被害総額は8,531万2千ドル、家を失った者は50万人とされていた。このハリケーンは、プエルトリコが経験した最大、最悪、かつ最も破壊的なものとして公式に分類されている。

### 大アンティル諸島とバハマ諸島
ハリケーンはプエルトリコに被害を与えた後で、ドミニカ共和国のすぐ北を通ったが、同国にはほとんど被害を与えなかった。これはハリケーンの中心の南には、核が小さく、風が弱かったためだった。警報が出ており、その地域を通る船舶の数を減らした。
グランドタークはその近くをハリケーンが通ったが、最大風速は120マイル/時 (53 m/s) に留まった。地域にいた船舶の報告では、「風力は...嵐で生じる騒音でのみ判定でき、全速で通り過ぎるニューヨーク市の地下鉄を思い出させる」としていた。ナッソーでは風速120マイル/時 (53 m/s) に近づき、その後風力計が壊れた。この地域では風に加えて豪雨もあり、降水量は9インチ (228 mm) になった。プエルトリコと同様にバハマの当局はハリケーン接近の警報を十分に流しており、死者の数を最小にできた。グランドタークでは2隻の船が波に洗われて破損したが、乗組員は救われた。ベリーズのアンベルグリス・キーからグランドタークに向かっていたスループ船が沈没し、乗船していた18人全員が死亡した。バハマ諸島全体では建物や作物に大きな損傷がでた。
ナッソーでは、1926年ナッソー・ハリケーンで損傷をうけて修復したばかりの建物数棟が破壊された。満水になっていた溝に落ちた10歳の少女が溺れた。フォート・モンテギュー・ホテルでは、窓、ドア、家具が酷く損傷した。ロイヤル・ビクトリア・ホテルでも同様な損傷が起こり、ブリティッシュ・コロニアル・ホテルはほとんど損傷が無かった。しかし、この3ホテルの庭園は「ほとんど原形を留めないほど破壊された」とされていた。
バハマのビミニでは、最大風速140マイル/時 (62 m/s) が観測され、建物に大きな被害が出た。エルーセラ島では、家屋95戸と他の建物、教会や政府の建物数棟が損傷または破壊された。ラムケイでは小さな損傷のみ報告された。農作物の多くが破壊された。サン・サルバドル島では、2つの教会を含め4つの建物が破壊され、他にも小さな損傷を受けた建物があった。農産物は完全になぎ倒された。

### フロリダ州
ハリケーンがバハマ諸島を進んでいる間に、アメリカ合衆国の気象予報局がマイアミからタイタスビルまで暴風警報を出しており、それが後にはマイアミからデイトナビーチまでのハリケーン警報に昇格した。予報局は住民にハリケーンに対する備えをするよう勧告し、強風と高波の可能性を伝えた。ハリケーン警報は西海岸のプンタラサからアパラチコラまでにも出され、ハリケーンが進路を変えた後には、警報が東海岸にそってジャクソンビルまで拡大された。ハリケーン警報が十分に発せられていたので、住民の嵐に対する備えができ、海岸部パームビーチでの死者は26人に留められた。
ハリケーンが海岸沿いを進んで、強風が南フロリダを打ち、3件の非公式報告では風速100マイル/時 (44 m/s) が記録された。ハリケーンの中心の南になったマイアミでは、風速が78マイル/時 (35 m/s) に達し、さらに南のキーウェストでは39マイル/時 (17 m/s) にしかならなかった。上陸時の目は幅が25マイル (40 km) あり、内陸のオキーチョビー湖を横切った時には、静寂の時間が30分間と記録された。湖に隣接するキャナルポイントでの風速は160マイル/時 (71 m/s) と推計された。風速計は75マイル/時 (33 m/s) を記録した後で吹き飛ばされた。キャナルポイントでの気圧は942 hPa (27.82 inHg) まで落ちた。オキーチョビー湖北での最低気圧は、バートウで966 hPa (28.54 inHg) だった。西海岸のタンパでは風速31マイル/時 (14 m/s) だった。
このハリケーンでフロリダ州で数千人が家を失った。被害総額は2,500万ドル（2016年換算では4.44億）と推計された。2003年にも類似した嵐がフロリダ州を襲っており、被害総額は187億ドルとされている。このハリケーンは中心部の気圧が940 hPa (27.76 inHg) 以下で南フロリダを襲った大西洋ハリケーン3個のうちの1つとなっている（他の2つは1926年マイアミ・ハリケーンと1992年のハリケーン・アンドリューだった。）。
人的な被害に加えて、1,278頭の家畜と、47,389羽の鶏も殺された。農業の被害も大きく、「柑橘類の栽培史」の中でも最大のものが破壊された。オレンジの6%とグレープフルーツの18%が損害となった。叢林が浸水したために、残った作物の収穫が10月半ばまで遅れた。通信手段の被害も大きかった。州全体で電話線が不通となった家屋が32,000戸、電信柱400本が倒れ、他に約2,500本が倒れ掛かった。当時のフロリダ州知事ジョン・W・マーティンはパームビーチ郡だけで35,000家族が家を失くしたと推計した。さらに約11,500家族は「復元」を必要とされた。

#### 南フロリダの海岸
マイアミでは、被害が小さく、窓が割れたり、日よけが飛んだ程度だった。ハリウッドやフォートローダーデールでは、窓や屋根が壊れたが、それでも被害は小さかった。フォートローダーデールでは電線や電話線が多く断線した。その北のポンパノビーチからジュピターにかけて、暴風と10フィート (3 m) の高潮で建物にかなりの被害が出た。ディアフィールドビーチでは小型の木組み家屋がほとんど全て破壊され、少なくとも家屋の50%が破壊されたと推計した市民もいた。町の郵便局、操車場、および企業の全ブロックも破壊された。8歳の少年が、その家族が退避場を求めていた近くの溝で溺れた。ボカラトンでは、車庫2棟と家屋数軒が破壊された。クロイスター・インでは、窓が壊れ、屋根が破損した。その通り向かいでは、フロリダ・イーストコースト鉄道に属する列車の貨物車32両が風によって近くの溝に押し込まれた。北に少し進んだ所で、倉庫がぺしゃんこになった。レストランや店舗が入っていたビルも倒壊した。デルレイビーチでは、4つの教会が大きく壊れ、アルタ・レップ・ホテルとシークレスト・ホテルが屋根の一部を失った。警察は、市内で死者3人と報告した。デルレイビーチとランタナでは、全家屋と鉄道駅が大きく破損した。ボイントンビーチでは企業の約75%が全壊した。高校の講堂に避難している間に、屋根の崩壊で15人が負傷した。

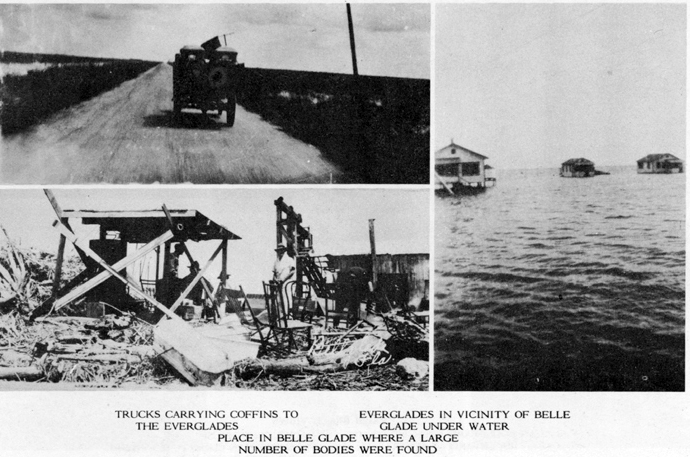
南フロリダにおけるハリケーンの被害状況

レイクワースでは、家屋の約50%が損傷または破壊され、事業地区にある建物の75%が被害を被った。パームビーチでは、海岸部の被害が大きかった。被害総額は「数百万ドル」と推計された。ウェストパームビーチでは、家屋1,711戸を破壊し、他に6,369戸に損傷を与えた。企業268軒が破壊され、490軒が損傷を受けた。同市が最も被害が大きく、総額は1,380万ドルになった。同様にパームビーチでも風の被害が大きかった。ザ・ブレーカーズ、ロイヤル・ポインシアナ・ホテル、ホワイトホールなどヘンリー・フラグラーが造らせた建物が損傷を受けた。マージョリー・メリウェザー・ポストによれば、マール・ア・ラゴでは、木が根こそぎ倒れたり、大きなローマ様式の窓が壊れた以外、被害は小さかった。「ラ・ゲリダ」、後にジョン・F・ケネディが大統領だった時に「冬のホワイトハウス」として使われたロドマン・ワナメイカーの家は、この嵐で大きな損傷を受けた。アルバ、ビロウズ、ニューパームビーチ、ロイヤル・ダネリ各ホテルは全て水の被害を受け、アルバ・ホテルは屋根も壊れた。近くにあるレインボー・ピアはそのレールに構造的な損害を受けただけだったが、桟橋の事務所が吹き飛ばされた。パームビーチでは、ホテル10軒を含む建造物約600が損傷を受け、被害総額は約200万ドル以上となった。
ハリケーンの目を囲む壁の中で最強の風がパームビーチ郡北部、特にジュピターの近辺に影響した。ハリケーンの目はかなり南で上陸したからだった。ジュピター入り江灯台では、嵐の間にモルタルがレンガの間で「歯磨き粉のように押し付けられ」、灯台を基礎から17インチ (430 mm) ずらした。灯台守のシーブルック大尉とその息子フランクリンは、停電になった後も嵐の中で灯りを保つために務めた。発電機が働かなくなると、灯りのマントルのクランクを手で回した。もとは気象予報局に使われていた建物が破壊された。その近くで、1軒の家屋が崩壊し、6人が死亡した。ジュピターの西では、住民が避難場所にしていた学校が崩壊し、ここでも6人が死亡した。

#### オキーチョビー湖とエバーグレーズ
ハリケーンは内陸に進んで人口の多いオキーチョビー湖岸に沿って、さらに幅広い破壊を引き起こした。住民はその日早くに低地から避難するよう警告を受けていたが、想定された時間には遅れた後で、多くの者がハリケーンは逸れたと考え、自宅に戻った。このハリケーンが来る数週間前の8月10日から9月10日の間で、湖水の水位を3フィート (0.91 m) 上げ、近くの運河や溝を満水にしていた。ハリケーン自体による降水で、オキーチョビー湖の水位をさらに上げた。ハリケーンの最悪のときに湖の上を過ぎ、南向きの風が水位を上げ、湖の南端に建設されていた小さな堤を越えさせた。その結果おきた洪水は数百平方マイルの地域を水浸しにし、水深が20フィート (6 m) にもなる場所もあった。家屋はその基礎から浮き上がって流れ、途中で出逢う障害物に当たって砕けた。生存者も遺体も流されてエバーグレーズに流れ込み、遺体の多くは発見されなかった。オキーチョビー湖を囲む地域の農業被害も重大であり、事実上全ての農作物が破壊され、150台を超えるトラクターが損傷した。

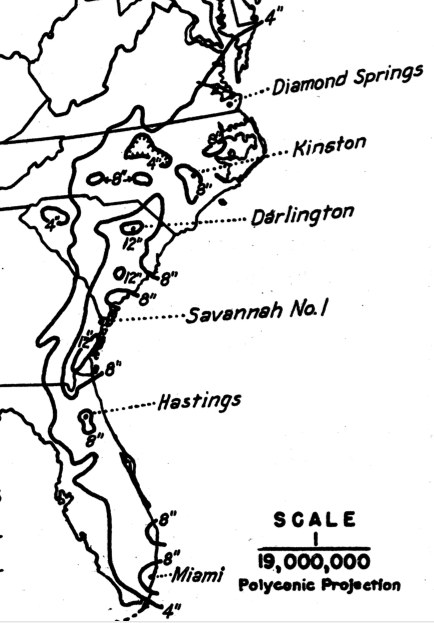
ハリケーンによる降水量のマップ、1928年9月15日から19日

この地域をハリケーンの目を囲む壁の後側が通り過ぎるときに、洪水も反対側に及び、湖の北岸にあった堤を破り、南側と同様だがやや小さい洪水を生じさせた。アメリカ国道98号線は当時コナーズ・ハイウェイと呼ばれ、オノソハッチー川をテイラークリークで渡す橋がハリケーンの間に約150フィート (46 m) 上流に持っていかれ、新しい橋が建設された1月まで閉鎖された。オキーチョビー郡では、湖岸に沿った家屋が高潮で破壊され、オキーチョビー市内の家屋は少なくとも90マイル/時 (40 m/s) で吹いた風で大破あるいは破壊された。しかし、レンガやコンクリート造りの家屋はあまり損傷を受けなかった。多くの3階建て企業用ビルが倒壊した。ほとんど全ての道路が通行不能となり、通信手段もほとんどなくなった。オキーチョビー郡全体で27人が死亡した。オキーチョビー湖の南西岸では、クルウィストンとムーアヘイブンの町も洪水となったが、家屋が受けた損傷の大半は強風によるものだった。
クリーマー島では、多くの住人がハリケーンの情報を得たが、避難するには遅すぎたタイミングだった。幾つかの家屋では20ないし30人の人々が室内で逃げ場を求め、テーブルや椅子の上に立って、水より上に居られる状態を保った。家屋の多くが松の木の並びまで流され、半マイル (0.8 km) 流された家もあった。それにも拘わらず、この島で溺死したのは1人だけだった。トーリー島の住人も嵐に備える時間があまり無かった。彼らは避難しようとしたが、土手道が既に浸水しており、食品加工場を避難所とした者が23人いた。この建物にも浸水し、人々は筏の上に乗った。しかし、建物自体が近くの運河に流された。10人が溺れたが、13人は艀あるいは木の先端にしがみ付いて助かり、1人の女性は電話線の柱に自分を縛り付けて助かった。助かった他の者は遠く流されたが、建物自体が鎮座するか艀に当たって止まった。1人のティーンエージャーの少年が食品加工場からベルグレードのエバーグレーズ実験ステーションまで流されており、その距離は約8マイル (13 km) あった。リッタ島では、なんとか自宅の屋根の上に昇れた多くの者が流木に撃たれたり、ヌママムシに噛まれて死亡したりした。
サウスベイでは、ほとんど全ての家屋が破壊され、幾つかの建物は屋根が飛ばされた。市内で少なくとも160人が死亡した。1920年代を通じてオキーランタの町は数回洪水が起こり、泥炭の火災も起きていた。最後はこのハリケーンで大変な洪水を受け、最後は町が放棄された。ビーンシティもこのハリケーンで破壊されたが、アーサー・ウェルズによって再建されることになった。セブリング農園は大量のゴムの山となり、背の高いヤシの木4本が残るだけとなった。マイアミロックスではホテルのみが残った。この町では99人が死んだ。チョーズンでは19人が退避した家から2人だけが何とか脱出できた。他の住人20人がある建物を避難場所としたが、その屋根がハリケーンで持っていかれ、人々はレストルームへの移動を強いられた。人々で一杯のある家屋は元々あった場所から約半マイル (0.8 km) 流された。その家が鉄道の堤に衝突するまで、その避難民は家が流されていることに気づかなかった。

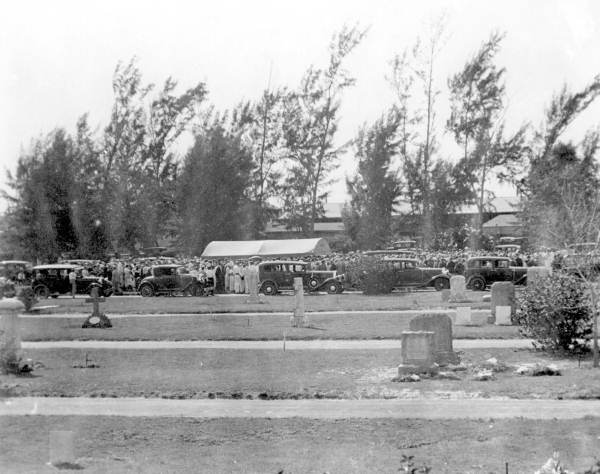
ハリケーンによる被害者の葬儀、ウェストパームビーチ

洪水の水は数週間残り、瓦礫の除去を大きく遅らせた。埋葬は直ぐに間に合わなくなり、遺体の多くが共同墓地に置かれた。死者の75%は移民農業労働者であり、遺体の識別や行方不明者の同定を大変難しくした。その結果、死者の数を数えても大変不正確なものになった。赤十字社は死者の数を1,836人としたが、これがアメリカ国立気象局がその後長く採用した公式の数字となった（これはハリケーン・カトリーナの場合も全く同じだった）。古い資料では、カリブ海での死者を含め、このハリケーンによる死者を3,411人とするのが普通である。しかし、2003年、アメリカ合衆国での死者数を「少なくとも」2,500人と改訂し、アメリカの自然災害史の中では、1900年ガルベストン・ハリケーンに次いで2番目に被害の大きいものとした。ポートマヤカの東にあるポートマヤカ墓地の共同墓地は、このハリケーンによる被害者の遺体1,600体が納められている。

#### 中央および北フロリダ
フォートマイヤーズでは、建物の被害が軽微であり、水際にあった多くの小舟や釣り小屋に限られた。タンパにあった葉巻工場のほとんど全ては、風と雨で多くの湿気を建物の中に追い込まれた後で閉鎖された。沖合では漁船の「ウォレス・A・マクドネル」がパイニーポイント近くで浜に吹き寄せられたが、乗組員は全員助かった。さらにキューバのスクーナー「イサベル・アルバド」はボカグランデの沖で沈んだ。移民で構成されていたその乗組員は、アメリカ沿岸警備隊に救助され、その後に国外退去となった。マーティン郡では、スチュアートとパームシティを繋いでいた橋が大きな損傷を受けて、その結果閉鎖された。セントルーシー川を渡す暫定フェリー便が設定され、橋の修理が1929年夏に終わるまで運航された。フォートピアースでは、ハリケーンの影響がウォーターフロントに限られていた。倉庫1棟、釣り小屋、桟橋、インディアン川を渡す橋が破壊された。他にも幾つかの建物は屋根が壊された。市内の被害総額は約15万ドルとなった。
中央および北フロリダの内陸部では、被害が主に農業、特に柑橘類の被害に限られ、建物は風による損傷が出た。セブリングとレイクウェールズの間では、電話線柱200本が倒れた。バートウでは、事業所用ビルの窓が壊れ、看板が落ちた。屋根や煙突も幾つかは破壊された。風速70マイル/時 (31 m/s) までの風がレイクランドの町を打ち付けた。多くの樹木が倒され、病院や多くの企業など幾つかの建物が被害を出した。フロリダ・サザン・カレッジでは、体育館の北側が崩壊し、キャンパスにある他の建物は程度は小さいものの損傷を受けた。カレッジを囲む柑橘類の樹木は、その果実を落とされてしまった。レイクランドの被害総額は約5万ドルだった。オーランドでは、建物の被害も微少だった。ジャクソンビル都市圏での風速は50マイル/時 (22 m/s) までであり、ジャクソンビルビーチで小さな被害が出ただけだった。

### その他の地域
アメリカ合衆国のフロリダ州以外では、このハリケーンによる被害は少なかった。ジョージア州では、サバンナ都市圏にある低地の通りで水が溢れあるいは洗い流された。さらに風で樹木が倒れ、電線を切った。フロリダ州東部からジョージア州、両カロライナ州、バージニア州南東部の海岸まで豪雨があった。サウスカロライナ州ダーリントンでの雨量が12.53インチ (318 mm) で最大だった。ノースカロライナ州では洪水が起こり、ハリケーンに近い風力によって、バージニア州ノーフォーク地域では高潮が7フィート (2.1 m) になった。ハリケーンが温帯低気圧に変わった後、その強風域が大変大きくなった。ニュージャージー州アトランティックシティでは、ハリケーンの中心からかなり離れていたにも拘わらず、風速は76マイル/時 (34 m/s) を記録した。

## ハリケーンの後
このハリケーンの直後に、マイアミのような近隣地域から救援が届いた。9月18日早朝、マイアミを発った列車がウェストパームビーチに20人の医者と20人の看護師を運んできた。マイアミの赤十字社市民救済委員会はこのハリケーンの犠牲者を支援するために設立されたものであり、「数百斤のパン、数ガロンのミルク、数ポンドのコーヒーと砂糖、毛布、コート、医療品」を運んだ。最初の救援列車にはアメリカ合衆国上院議員で、1928年の選挙で民主党の副大統領候補にもなったジョセフ・T・ロビンソンが同乗していた。医療のために少なくとも100人がマイアミに運ばれた。レイクワースでは、ガルフ・ストリーム・ホテルと地元消防署で25人が様々な怪我の治療を受けた。W・A・クラクストン博士はマイアミ公共福祉部長であり、抗毒素薬、チフス血清、さらに200の破傷風血清を要求した。ウェストパームビーチとケルジーシティでは、1,000台以上の簡易ベッドに対する要請もあった。

### 人種問題

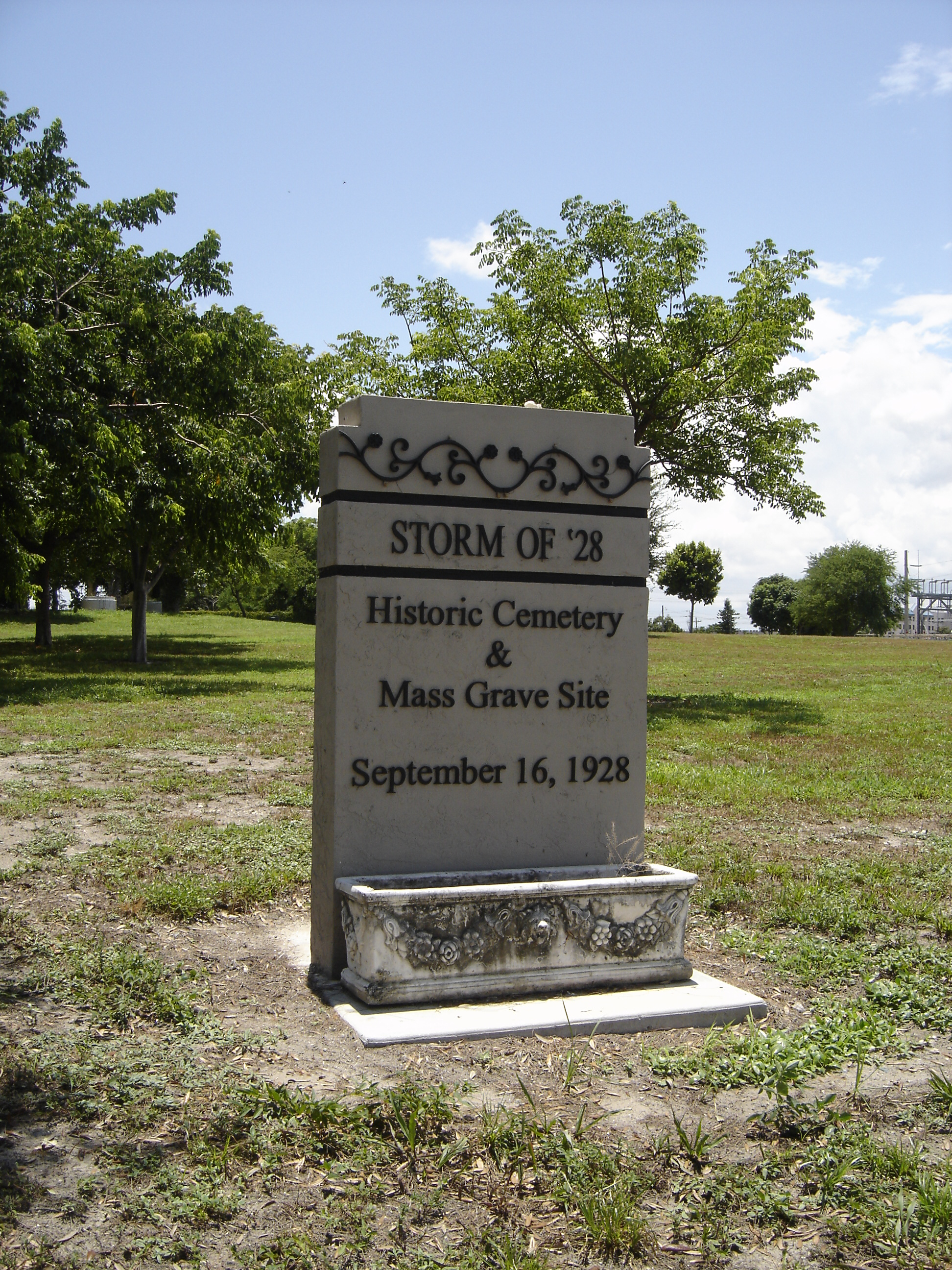
ウェストパームビーチの共同墓地

フロリダ州では、ハリケーンが通った経路で偏ることなくなんでも破壊したが、ベルグレード、チョーズン、パホキー、サウスベイ、ビーンシティのようなオキーチョビー湖の周辺にある低地で、経済的に貧しい地域に死者が集中した。死者の75%は移民農業労働者であり、その大半は黒人だった。黒人労働者は後片付けの大半を行っており、埋葬用に棺が間に合わなかったので、数少ない棺は白人の遺骸に使われた。さらに白人の犠牲者はウェストパームビーチ中心街にあるウッドローン墓地で適当な墓所が得られたが、そこは記念碑が建てられた唯一の共同墓地となった。
対照的に黒人犠牲者の遺骸は火葬にされるか、ウェストパームビーチやポートマヤカに造られた共同埋葬所に投げ入れられた。ウェストパームビーチ住人のロバート・ハザードは28年の嵐記念公園連合 Inc. を設立して、このハリケーンによる黒人犠牲者に対する認識のために戦った。2000年、ウェストパームビーチ埋葬所はウェストパームビーチ市が再度取得し、記念碑の建設計画が始められた。この場所は2002年にアメリカ合衆国国家歴史登録財に指定され、ハリケーンから75周年となった2003年には州が歴史標識を建てた。当時の不平等は続いていた人種間の摩擦を高めた。このハリケーンが黒人移民労働者に与えた影響は、ゾラ・ニール・ハーストンの小説『彼らの目は神を見ていた』で記録された。

### 建築基準法の改定
フロリダ州海岸をハリケーンが襲った後、シャッターを備えたしっかりとした造りの建物は、質の低い建物に重大な構造的問題を与えた風によっても、事実上損傷を免れたことが明らかになった。しっかりとした枠組みがあり、鉄鋼、コンクリート、レンガ、石で建造された建物はほとんど風に対して無傷であり、シャッターがあれば、風による損傷を防ぎ、建物内部が救われた。同じような傾向が注目された1926年のマイアミ・ハリケーンに続き、この1928年のハリケーンの結果により、建築基準法を改定することになった。

### 洪水制御

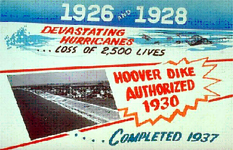
フーヴァー堤防完成を告げる広告看板

このオキーチョビー・ハリケーンや1926年のマイアミ・ハリケーンによるような大災害が繰り返されることを防ぐために、フロリダ州議会はオキーチョビー洪水制御地区を創設し、アメリカ陸軍工兵司令部と協力して洪水制御のための工事にあたることとされた。ハーバート・フーヴァー大統領が自ら災害地域を視察した後、工兵司令部が溢流水路、制御ゲイト、オキーチョビー湖岸に沿った主要堤防を建設する新しい計画を策定した。洪水制御、水質保全、塩水侵入防止、魚類と野生生物種の保存を目的とする長期計画が作られた。解決法の1つは、ハーバート・フーヴァー堤防を建設することだった。今日この堤防の安定性に関する問題が、「配管」と浸食に関わる長期の問題を指摘する研究に反応して、大きくなっている。何度か豪雨があった後で、漏えいが報告された。この堤防の問題に対して提案されている解決法は、堤防の陸地側に浸潤犬走りを設けることがあり、第1段階の費用は約6,700万ドルが見込まれた。